# Carlos Midence
Carlos Antonio Midence (Managua, 1972) es un escritor, diplomático, académico-catedrático, experto en comunicación, geo-politólogo, pensador Decolonial y latinoamericanista nicaragüense. 

## Biografía
Actualmente es Ministro Asesor del Presidente de la República para todos las Modalidades de Educación Superior  Fue Embajador Extraordinario y Plenipotenciario de la República de Nicaragua ante el Gobierno de la República Argentina, con sede en la Ciudad de Buenos Aires.Ha sido Embajador Extraordinario y Plenipotenciario de la República de Nicaragua ante el Reino de España. Fue Embajador Extraordinario y Plenipotenciario de Nicaragua ante el Gobierno de la República Helénica, en calidad de concurrente. Exrepresentante Permanente de Nicaragua ante la Organización Mundial del Turismo (OMT), con sede en Madrid, Reino de España, 2016. Y ex Coordinador Nacional Adjunto de Nicaragua ante la Conferencia Iberoamericana
 

Es Miembro Honorario de la Academia de Geografía e Historia de Nicaragua, especialista en Historia de Nuestramérica e Historia Cultural, con experiencia en coordinación de Prensa: escrita, televisiva y radial, dirección en Políticas Culturales con el fin de impulsar la Proyección de Programas, Planes y Proyectos del sector público y privado, Coordinación y articulación de acciones con actores locales para incentivar las culturas en la agenda Nacional. También es crítico cultural, editor, catedrático interdisciplinario, decano de Ciencias básicas, director general-creador del Centro de Investigaciones Interdisciplinarias, Decolonialidad y Fomento de la Lectura, Escritura y Matemática de la Universidad Nacional Autónoma de Nicaragua-CIIDFLEM-UNAN-Managua y miembro de la Red modernidad/colonialidad/decolonialidad. Miembro Fundador de la Escuela de Inteligencia Económica-SEI de la Universidad Autónoma de Madrid. 

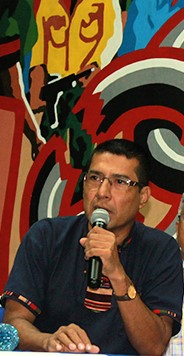
Conferencia

Ha sido catedrático en el área de Historia de la Cultura, Filosofía Política, análisis del discurso, literatura y Pensamiento latinoamericano e historia del arte en diversas universidades de Nicaragua. Ha ofrecido conferencias en instituciones como la Universidad Tecnológica de Panamá, Universidad de Belice, Biblioteca Central de Caracas-Venezuela, instituto del patrimonio Cultural de la República Bolivariana de Venezuela, Barco de la Paz delegado por la Revolución Sandinista -2012-, así como en el Centro de la Cultura Popular de París y, en la Conferencia Internacional Científico-Práctica El Capital de Carlos Marx y su influencia en el desarrollo del mundo, realizada en Moscú, en representación del FSLN. Desde 2017 publica artículos de opinión en The Diplomat in Spain y desde 2018 en economiadehoy.es. También, ha publicado en el diario ABC y en EUROEFE.
En diciembre de 2023 Nicaragua anunció la retirada de su embajador en Buenos Aires debido a agravios recibidos por el nuevo gobierno argentino. Previamente el presidente de extrema derecha Javier Milei 
habían generado múltiples conflictos diplomáticos tras insultar a diferentes figuras y gobiernos, generando conflictos diplomáticos con varios países dentro y fuera de Latinoamérica.
Previamente el nuevo gobierno argentino habían generado múltiples conflictos diplomáticos tras insultar a diferentes figuras y gobiernos generando conflictos diplomáticos con Vaticano, China, Colombia, México Nicaragua, Costa Rica, Chile, Cuba, México, Brasil y España, Venezuela, Cuba, Haití entre otros.etc países tras varios ataques verbales insultos y agresiones del mandatario de extrema dercha argentino, lo que llevó a la Argentina un aislamiento diplomático con el resto de la región.

## Premios y reconocimientos
Doctor honoris causa Global, Benito Pablo Juárez García, otorgado por la Universidad Mexicana de Educación a distancia, el Centro Universitario y Cultural Morelos, la Universidad Togatorum y el Centro Universitario Inglés[El escritor y actual embajador de Nicaragua en España y Grecia, Carlos Midence, doctorado honoris causa Global (europapress.es) ] Premio Internacional de Pensamiento y Ensayo Aristóteles, 2020, Madrid, Galardonado como Miembro de Mérito por la Fundación española Carlos III, en reconocimiento a su labor diplomática, Madrid 2018. Premio Internacional Sial Pigmalión de pensamiento y ensayo, España 2017.Acreedor, en el desarrollo de la Feria del Libro de Madrid, evento cultural más importante en España desde 1933, de la condecoración EscriDuende 2017, con el premio al mejor Libro de Ensayo, por su obra Rubén Darío y las nuevas teorías. 
Premio nacional Alma Mater 1997-1998.
Asimismo, ha sido merecedor del reconocimiento por su aporte al Pensamiento y Teoría del Continente Nuestroamericano, de parte de la colección Nuestramérica del Centro de Integración, Comunicación, Cultura y Sociedad, Argentina. Reconocimiento por su compromiso en el Estudio y la emancipación de los pueblos de Nuestramérica de parte de la sociedad Luz, Universidad Popular y el Instituto del Profesorado en Historia Alfredo Palacios, Argentina. Miembro Honorario del observatorio de Relaciones Internacionales de la Fundación Victoria, Argentina. Por sus Méritos académicos forma parte del Consejo Científico del proyecto editorial latinoamericano "Ayrampu". 
Como escritor ha sido incluido en la antología del cuento centroamericano publicado por editorial Páginas de Espuma de Barcelona, sus ensayos y artículos se han divulgado en diferentes periódicos, sitios web revistas universitarias y CLACSO. De igual manera sus trabajos han sido traducido al francés,  inglés, portugués y ruso y publicado en revistas como La Brochure (Francia).

## Obra
- 2001: Sala Chaplin y Otros cuentos. Foro de Cultura Nicaragüense. Nicaragua.
- 2002: Rubén Darío y la Nuevas Teorías. Fondo Editorial CIRA. Nicaragua. ISBN 9789992446867
- 2007: Una Narrativa Flotante, antología de mujeres cuentistas nicaragüenses, coautor con Milagros Urbina. Amerrisque. Nicaragua. ISBN 9789992471111
- 2008: La Invención de Nicaragua, con prólogo de Walter Mignolo. Amerrisque. ISBN 9789992471272
- 2009: Sandino y el pensamiento otro. Amerrisque. Nicaragua. ISBN 9789992471456
- 2011: Cambios y aportes históricos del sandinismo al devenir nacional: de las visiones indígenas a la Revolución sandinista en sus dos etapas. Editorial de la Alma Mater, UNAN- León. Nicaragua. ISBN 9789996400261
- 2015: Rubén Darío y la Nuevas Teorías: Una Estética Libertaria y Descolonizadora. Segunda Edición, UNAN-Managua, Editorial Universitaria Tutecotzimí. Nicaragua. ISBN 9789992469569
- 2016: Darío Libertario y Nuestra Tierra. UNAN-Managua, Editorial Universitaria Tutecotzimí. Nicaragua. ISBN 978-99924-69-65-1
- 2016: Sandinismo y Revolución: Resistencia, liberación, justicia y cambio en las luchas de nuestros pueblos. UNAN-Managua, Editorial Universitaria Tutecotzimí. Nicaragua. ISBN 9789992469613
- 2017: Rubén Darío y las nuevas teorías. Primera Edición española, Editorial Sial Pigmalión. España. ISBN 978-84-17043-36-0
- 2018: Coautor del Libro LAS INDUSTRIAS CULTURALES Y CREATIVAS EN IBEROAMÉRICA: evolución y perspectivas. España. ISBN 978-84-944623-6-8
- 2020: Las Complejas Relaciones entre Estados Unidos y América Latina. Editorial Sial Pigmalión. España. ISBN 978-84-18333-40-8
- 2022: Revolución, Contribución del Sandinismo al Concepto y Otros Ensayos. Editorial Acercándonos Ediciones. Argentina. ISBN 978-987-9825-26-4
- 2023: El Modelo de Pensamiento Autónomo de los Pueblos Preinvasión y su vigencia. Ediciones CICCUS. Argentina. ISBN 978-987-693-964-5

Sus propuestas ensayísticas se desplazan desde una crítica cultural inmersa en las nuevas corrientes, enfatizando en los supuesto de la "escuela nuestramericana" denominada proyecto modernidad/colonialidad/decolonialidad, hasta trabajos meramente filosóficos y sociológicos. Es miembro de la red de estudiosos que trabajan actualmente en la teoría y pensamiento decolonial de amplio espectro en lo que implica a la revisión de la producción del conocimiento en Nuestramérica, en esta se cuentan a pensadores como los argentinos Enrique Dussel y Walter Mignolo, quien prologó el libro La Invención de Nicaragua, así como el puertorriqueño Ramón Grosfoguel.
La obra, pensamiento y la novedosa propuesta de Carlos Midence concerniente a la problemática socio-cultural, política y, de corte económico también, así como a las formas en que pueden ser pensadas y abordadas desde la teoría y la práctica lo han convertido en uno de los principales referentes en el debate contemporáneo. Según el teórico, académico y pensador decolonial argentino Walter Mignolo, la obra de Midence se sitúa en la línea de continuación de la distinguida tradición de pensamiento y critica y da un paso más allá, inaugurada por Ángel Rama, Antonio Cornejo Polar y se entrecruza con la propuesta del científico social de la India Partha Chatterjee. Asimismo, la Doctora en estudios latinoamericanos, especialista en estudios culturales, profesora emérita de la UCR, estudiosa de la decolonialidad, prologuista de Rubén Darío y las Nuevas Teorías, segunda edición (2015) María Amoretti Hurtado afirma: La obra de Midence, nos introduce en ese mar embravecido (Lyotard), de la actual crítica latinoamericana, la cual implica nada más y nada menos, que un cambio de paradigma epistémico. Todo lo anterior nos podría explicar la importancia que Midence le da al factor racial a la hora de analizar el carácter decolonizador de la revolución estética, filosófica y Política de Rubén Darío. Con este pensamiento como fundación, el grupo M/C elabora lo que podríamos llamar una teoría de la decolonización que, en otras palabras, es una ruta de desalienación política y psicológica para nuestros pueblos. Política porque es un señalamiento del poder en su más fina microfísica. Y psicológica porque, en tratándose de ese tipo de poder, la subjetividad queda fuertemente implicada. Por ello, a diferencia de los antiguos letrados del siglo XlX, el grupo M/C va más allá del gabinete del académico porque sus proyectos están orientados en un doble sentido, ético y político. Así se va conformando toda una red M/C de la que Carlos Midence es ya un afiliado certificado: Mignolo le escribe el prólogo al libro La Invención de Nicaragua; y Ramón Grosfoguel, la contraportada de otro libro suyo titulado Sandino y el pensamiento otro.

## Político
Se ha desempeñado como Coordinador Académico del Programa Nacional de Capacitación impulsado por el Gobierno de Reconciliación y Unidad Nacional, Director de la Escuela Nacional de Cuadros del Frente Sandinista de Liberación Nacional, Director de Cultura y Comunicación del Banco Central de Nicaragua, así como director y asesor de cultura en distintas universidades de este país, Director y editor de editorial Amerrisque, Consultor-Coordinador General del Proyecto: Informe sobre el Sistema Nacional de Cultura de Nicaragua para la OEI (2007) 
Consultor Cultural para el foro nicaragüense de cultura (2006). De igual manera, ha sido consultor en desarrollo humano para el Gobierno de Reconciliación y Unidad Nacional de la República de Nicaragua, Consultor Sénior para el Banco Mundial (2009-2010), Consultor Sénior para el Banco Interamericano para el Desarrollo -BID (2010-2014). Es articulista y analista interdisciplinario (Político, económico, social, cultural) de la realidad nacional e internacional.